# Goljung
Goljung (nep. गोल्जुङ) – gaun wikas samiti w środkowej części Nepalu w strefie Bagmati w dystrykcie Rasuwa. Według nepalskiego spisu powszechnego z 2001 roku liczył on 298 gospodarstw domowych i 1183 mieszkańców (511 kobiet i 672 mężczyzn).